# Eva-Britt Svensson

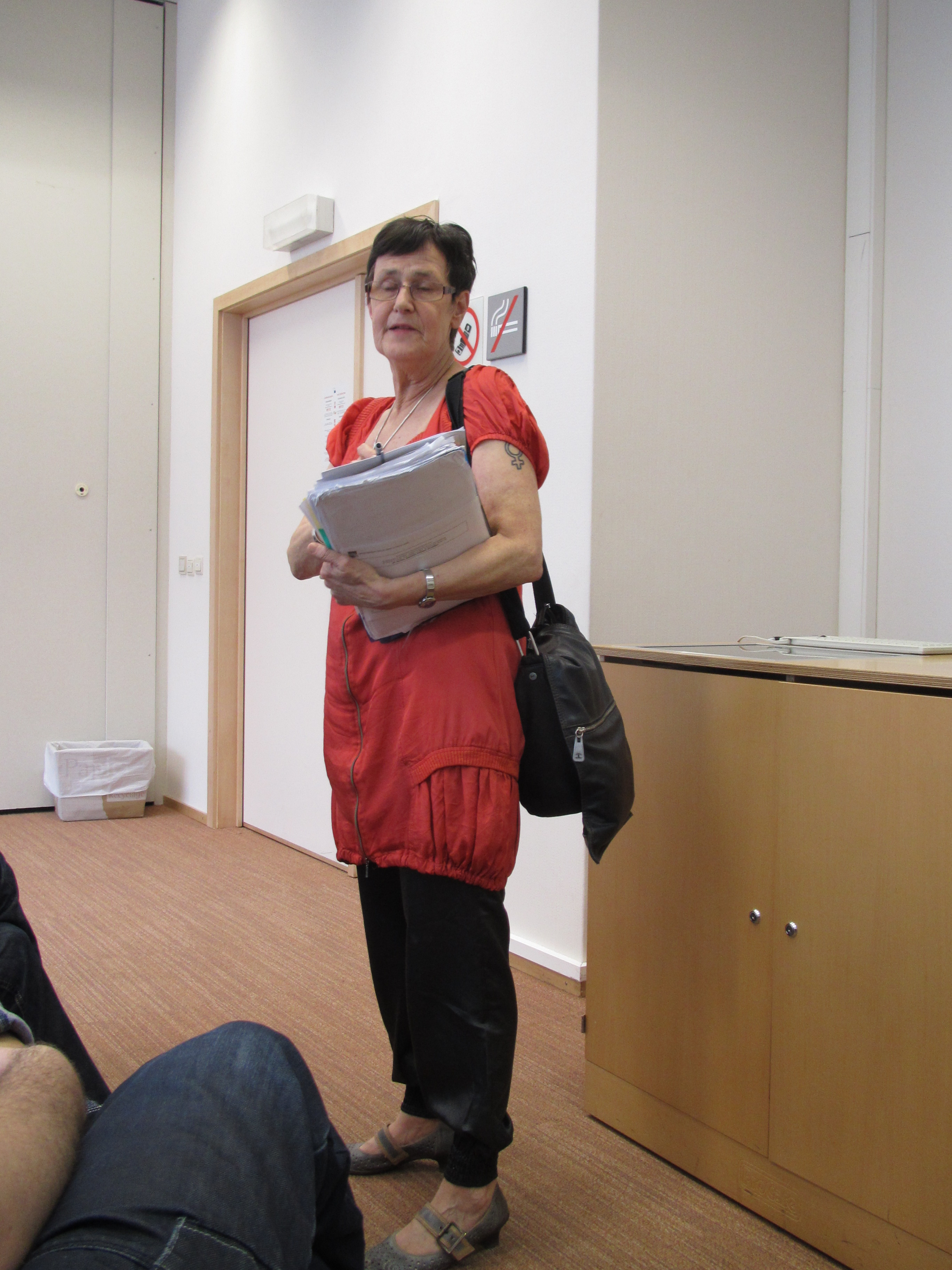
Eva-Britt Svensson

Eva-Britt Svensson (n. 5 decembrie 1946 în Värnamo, Småland) este un om politic suedez, membru al Parlamentului European în perioada 2004-2009 din partea Suediei.
1. 1 2 3  Svensson, Eva-Britt Siv Margareta, Sveriges befolkning 2000[*]
2. ↑  LIBRIS, 7 ianuarie 2013, accesat în 24 august 2018
3. ↑  Deputații în Parlamentul European